# Alfredo Guzzoni
Alfredo Guzzoni (Mantua, 12 de abril de 1877-Roma, 15 de abril de 1965) fue un militar italiano.

## Biografía
Guzzoni era oriundo de la ciudad de Mantua, en la Italia septentrional.
Guzzoni se unió al Ejército Real Italiano (Regio Esercito) y luchó en la Primera Guerra Mundial. Después de la segunda guerra ítalo-etíope, Guzzoni fue designado como Gobernador de Eritrea; sirvió en ese cargo entre 1936 y 1937.
En 1939, Guzzoni tuvo un papel prominente en la invasión italiana de Albania y fue el Comandante en jefe de esta región en 1940. En junio de 1940, después de que Italia entrara en la Segunda Guerra Mundial, Guzzoni dirigió el 4.° Ejército italiano durante la invasión de Francia. El 29 de noviembre, Guzzoni sucedió a Ubaldo Soddu como Subsecretario de Guerra y Jefe de personal del Mando Supremo Central.
En 1943, Guzzoni era el Oficial General que mandaba el 6.° Ejército desplegado en Sicilia y comandante de las tropas del Eje durante la invasión Aliada de la isla. Las fuerzas de Guzzoni, incluyendo las Fuerzas aéreas y la Armada, eran de 315.000 hombres en total, aunque demostraron ser claramente insuficientes frente a la enorme superioridad angloamericana. Cuando unos meses después Italia firmó el armisticio con las Potencias aliadas, Guzzoni se mantuvo fiel a Mussolini y se trasladó al norte de Italia, jurando lealtad a la nueva República Social Italiana.
Guzzoni completó su actuación en la guerra como el Comandante en jefe de Grupo de Ejércitos Liguria, una de las unidades del Ejército Nacional Republicano (Esercito Nazionale Repubblicano, ENR). Este era el ejército de la República Social Italiana. El Grupo De ejército Liguria incluyó varias unidades alemanas y las unidades italianas eran transferidas ocasionalmente a formaciones alemanas. No obstante, el ejército de la RSI fue disuelto en abril de 1945, cuando colapsó la República Social Italiana hacia el final de contienda.